# 克吕埃茹勒
克吕埃茹勒（法語：Cruéjouls）是法国阿韦龙省的一个市镇，属于罗德兹区和洛特与帕朗日县（Lot et Palanges）。该市镇2009年时的人口为358人。

## 人口
克吕埃茹勒人口变化图示
| 数据来源：INSEE |